# 8957 Koujounotsuki
8957 Koujounotsuki este un asteroid din centura principală de asteroizi.

## Descriere
8957 Koujounotsuki este un asteroid din centura principală de asteroizi. A fost descoperit pe 22 martie 1998 la Geisei de Tsutomu Seki. El prezintă o orbită caracterizată de o semiaxă mare de 2,27 ua, o excentricitate de 0,16 și o înclinație de 3,1° în raport cu ecliptica.